# 三菱本館
三菱本館（みつびしほんかん）は、かつて日本の東京都千代田区丸の内にあった建築物である。別称は第22号館、三菱第22号館、三菱22号館、三菱仮本社、三菱本社本館など。ここでは同建物の増築である三菱本館新館（みつびしほんかんしんかん）についても記す。

## 沿革
明治時代に建築した第1号館（三菱一号館）を嚆矢として、丸の内地区において多数の地所・建物を建築・保有していたかつての三菱合資会社が、その本社とすべく東京府東京市麹町区八重洲町一丁目1番地（後の千代田区丸ノ内2-4）の地所における建築を計画、その設計は懸賞募集をもって一般の建築家等から募ろうとした。
会社は1911年（明治44年）10月、一般の新聞や建築雑誌等で懸賞募集を広告し、1912年（明治45年）3月31日の期限までに応募者54人から58案の提出があった。審査員は専門家から長の片山東熊と曽禰達蔵、ジョサイア・コンドル、会社側は岩崎小彌太ほか3人の、計7人による審査の結果、木子幸三郎を筆頭、2等池田稔、3等内田祥三の順で選出された。
その案は会社の事情により体現されることなく三菱合資会社地所課による外観・規模とも異にする設計がなされたうえ、1915年（大正4年）11月13日より工事に着手されて1918年（大正7年）4月完成に至り、第21号館に続くものとして第22号館、三菱本館、三菱仮本社などと呼称された。同年10月25日よりは増築に着手され、1921年（大正10年）8月30日に全工程が完成し、これは三菱本社新館などと呼称された。
1937年（昭和12年）には別館が建設された。
第二次世界大戦で日本が敗戦した後の1946年（昭和21年）1月15日よりは、連合国軍最高司令官総司令部が接収し、1956年（昭和31年）1月21日解くまで女子軍人宿舎ならびに郵便部隊用とした。
接収解除後、会社はこれをふたたび三菱系企業用としたが、より規模の大きい貸事務所の建築を図り、1971年（昭和46年）より取り壊しに着手し、跡地に三菱ビルヂングを1973年（昭和48年）完成させた。

## 建築概要
設計は桜井小太郎を責任者として藤村朗などがこれにあたった。